# Pteroeides bankanense
Pteroeides bankanense is een Pennatulaceasoort uit de familie van de Pennatulidae. De wetenschappelijke naam van de soort is voor het eerst geldig gepubliceerd in 1859 door Bleeker.